# Immeuble à appartements 116 avenue Brigade Piron
 (août 2025).
Le numéro 116 de l'avenue Brigade Piron est un immeuble à appartements de style moderniste édifié par l'architecte Marcel Lambrichs (1917-1986) en 1953-1955, situé sur la commune de Molenbeek-Saint-Jean. 

## Localisation
Le bâtiment est situé sur une artère densément bâtie de petits immeubles à appartements d'après-guerre de trois à cinq niveaux d'inspiration modernistes et art déco tardif, implantés en retrait de quelques mètres par rapport à la voirie. L'immeuble s'inscrit dans l'importante vague d'urbanisation des communes bruxelloise dans l'après-guerre, favorisant un étalement urbain par la construction de nombreux immeubles à appartement et ensemble de logements à bon marché. Le bâtiment est situé au cœur du quartier Karreveld, principalement résidentiel et ponctuellement aéré par une série de parcs et d'espaces verts comme le parc des Muses et le parc du Karreveld. Le bâtiment est directement desservi par l'arrêt de tram Karreveld de la ligne 82.

## Architecture
Dessiné par l'architecte bruxellois Marcel Lambrichs, déjà à l'époque figure reconnue du mouvement moderne belge de l'après-guerre, cette commande privée présente une série de caractéristiques illustrant l'inscription de l'immeuble dans les réflexions sur l'architecture de logement au sein de ce mouvement en Belgique et illustre une période relativement méconnue de la carrière de l'architecte. Le projet, comptant 11 appartements et une loge de concierge, a été réalisé en collaboration avec Casimir Grochowski, membre du bureau d'architecture de Marcel Lambrichs.

### Les façades

#### Façade avant
La façade vers l'avenue Brigade Piron présente une ossature en béton apparente qui structure et accentue les différents niveaux. Les étages sont composés d'une fenestration en bandeaux sur toute la largeur de la façade, originellement divisée en modules de châssis métalliques finement profilés (aujourd'hui disparus) et conférant une certaine légèreté à la fenestration. Le remplage des éléments pleins de la façade est réalisé au moyen de dalles en béton lavé de silex, assurant une certaine granulométrie à la façade en contraste à la transparence de la fenestration qui était quant à elle renforcée par la finesse du dessin des châssis. Les étages similaires présentent chacun un balcon dans le prolongement de la dalle de béton séparant les niveaux et ils sont encadrés par un rez et un couronnement de conception différente. Le rez-de-chaussée présente un auvent en béton protégeant la porte d'entrée et l'accès au garage, qui constitue le seul élément en façade qui rompt avec l'orthogonalité de la conception générale. Le rez repose sur une série de quatre colonnes structurelles selon lesquelles la division modulaire de la façade du rez s'opère. Le remplage des trois premières travées du rez est constitué de dalles de pierre bleue lisses contrastant avec l'expression du béton lavé aux niveaux supérieurs. Enfin, le dernier étage propose un couronnement en retrait, comptant ainsi une terrasse sur toute la largeur de la façade.
Le bâtiment est ainsi particulièrement intéressant en tant que réponse du modernisme belge d'après-guerre à la question du logement dans l'urbanisation grandissante de Bruxelles, et l'immeuble présente une série d'éléments qui affirment le parti-pris d'une réalisation moderne qui revendique des méthodes de construction issues de la préfabrication. Dans la revue « La Maison » de 1955, c’est précisément cette maîtrise de la modularité et de la préfabrication mise au service de l’expression du projet qui est mise en évidence comme la qualité fondamentale du bâtiment de Lambrichs : la trame structurelle largement exprimée en façade, les éléments de parement en plaques préfabriquées de silex lavé et surtout la transparence assurée par les châssis en acier à fins profilés et qui permet de voir les colonnes structurelles porteuses au travers du vitrage, rendant compréhensible la structure et le mode de fonctionnement du bâtiment depuis l'avenue.

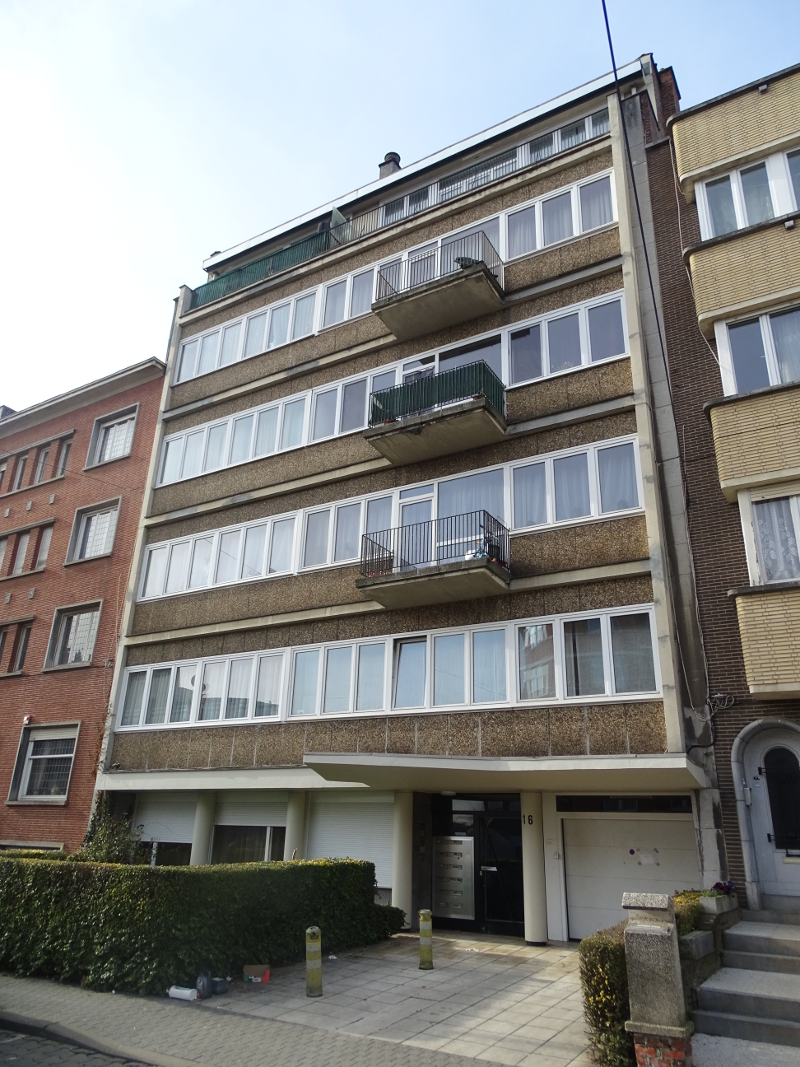
Façade principale vers l'avenue Brigade Piron
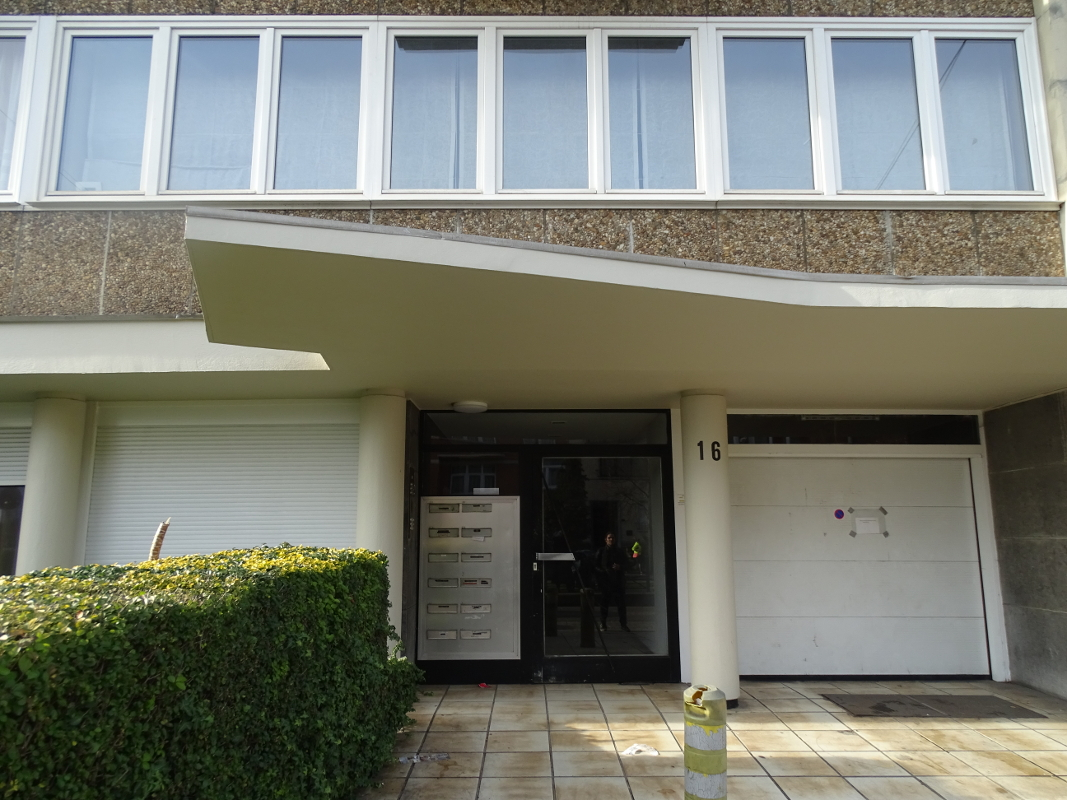
Entrée principale et auvent

#### Façade arrière

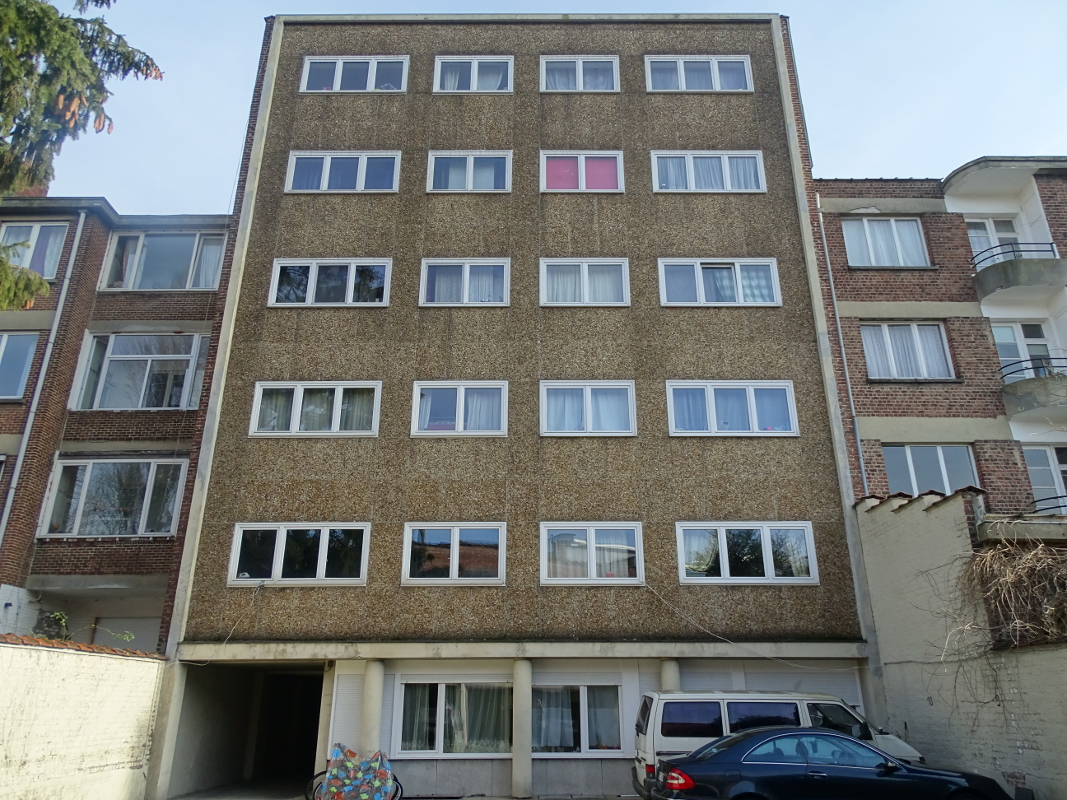
Façade arrière vers la cour

La façade arrière présente la particularité d'être composée aussi soigneusement qu'une façade principale. La composition reflète le parti structurel et la modularité du plan, par une fenestration régulière et alignée orthogonalement, dont les remplages sont également en dalle de béton lavé. Le traitement est similaire pour l'ensemble des niveaux excepté le rez-de-chaussée et la division en étage n'est pas marquée par un bandeau, de façon à créer une surface continue sur l'ensemble des niveaux supérieurs, l'ensemble encadré par l'ossature en béton apparente.
De façon semblable à la façade avant, le rez est traité différemment par l'expression d'une série de colonnes portant la façade et un parement de dalles de pierre bleue. La cour attenante est entièrement revêtue de dalles de pierre.
L'ensemble des châssis de la façade étaient originellement en fins profilés métalliques mais tous ont aujourd'hui disparu, perturbant la lecture de la composition originale de 1955 .

### Le plan
Le plan propose une division des niveaux en deux appartements desservis par une circulation verticale au centre de la composition. Le rez-de-chaussée offre un hall d'entrée dont le revêtement de sol est en continuité avec les matériaux extérieurs et l'accès au bâtiment oriente le visiteur directement vers la loge du concierge bardée de bois (aujourd'hui disparue) en fond de perspective du hall, dont la paroi devient un élément dérogeant à l'orthogonalité du plan de l'édifice par sa position oblique vers l'escalier. L'oblique de la paroi se retrouve également dans le hall desservant les pièces de chacun des appartements type, créant un léger dégagement vers le living. Les appartements sont organisés selon une division simple du plan orientant les chambres vers l'intérieur d'ilôt, le living vers l'avenue Brigade Piron et les pièces humides (salle d'eau, cuisine) au centre du plan, groupées autour de puits de lumière « qui leur assurent une lumière généreuse et une bonne ventilation naturelle ».
Le dessin du rez-de-chaussée dans son état original traduit la recherche d'une continuité entre les espaces intérieurs et extérieurs, en employant le même dallage de quartz reconstitué en continuité depuis l'accès extérieur jusque dans le hall d'entrée, ainsi que par la prolongation du parement de pierre bleue le long d'une des parois intérieures du hall d'entrée. À l'origine, le dallage de sol était différencié entre l'entrée piétonne vers l'immeuble et le passage carrossable vers les garages dans la cour arrière, mais désormais le revêtement de sol a été uniformisé.

## Place dans l'œuvre de Lambrichs
Marcel Lambrichs est principalement connu pour ses immeubles de bureaux et bâtiments officiels comme le siège de la CGER rue du Marais à Bruxelles ou le bâtiment De Ligne à proximité de la cathédrale Saints-Michel-et-Gudule de Bruxelles. Il réalise en 1955 deux ensembles de logements, le premier à Saint-Josse et le second étant l'immeuble de l'avenue Brigade Piron. À cette époque, Lambrichs jouit déjà d'une grande notoriété notamment par son projet du Palais du Gouverneur de Léopoldville conçu quelques années plus tôt en 1951. Dans les années 1950, Lambrichs utilisera le principe d'ossature béton apparente avec remplage de dalles de béton lavé avec gravier et silex en façade à plusieurs reprises, notamment pour les deux grands ensembles de logements qu'il réalise à cette période de sa carrière : l'imposant ensemble de logements sociaux de la rue Linné à Saint-Josse (1954-1956, profondément transformé par le bureau A2M en 2016 et dont la façade de Lambrichs n'est plus lisible) et l'immeuble à appartements rue Godefroid de Bouillon pour le compte de la Société Nationale d'Habitations et Logements à Bon Marché à Saint-Josse à nouveau (existant),. On observe de façon similaire à l'immeuble Brigade Piron une conception modulaire selon l'ossature en béton, laissée apparente et exprimée en façade, avec un revêtement en dalles de béton lavé où les graviers et les morceaux de silex confèrent aux façades une tonalité particulière. Lambrichs emploie également cette modénature pour un programme scolaire à la même période, avec l'Athénée Royal d'Ixelles en 1954. On retrouve dans ces différents projets de la même période des considérations similaires : une recherche de transparence pour les fenestrations au moyen de baies généreuses et de châssis métalliques légers visuellement, matériau typique de l'après-guerre et très répandu, principalement pour les châssis en aluminium. L'emploi d'un système d'ossature béton apparente et de composition modulaire selon cette structure est également caractéristique et est très lisible également dans la façade des habitations à bon marché de la rue Godefroid de Bouillon.

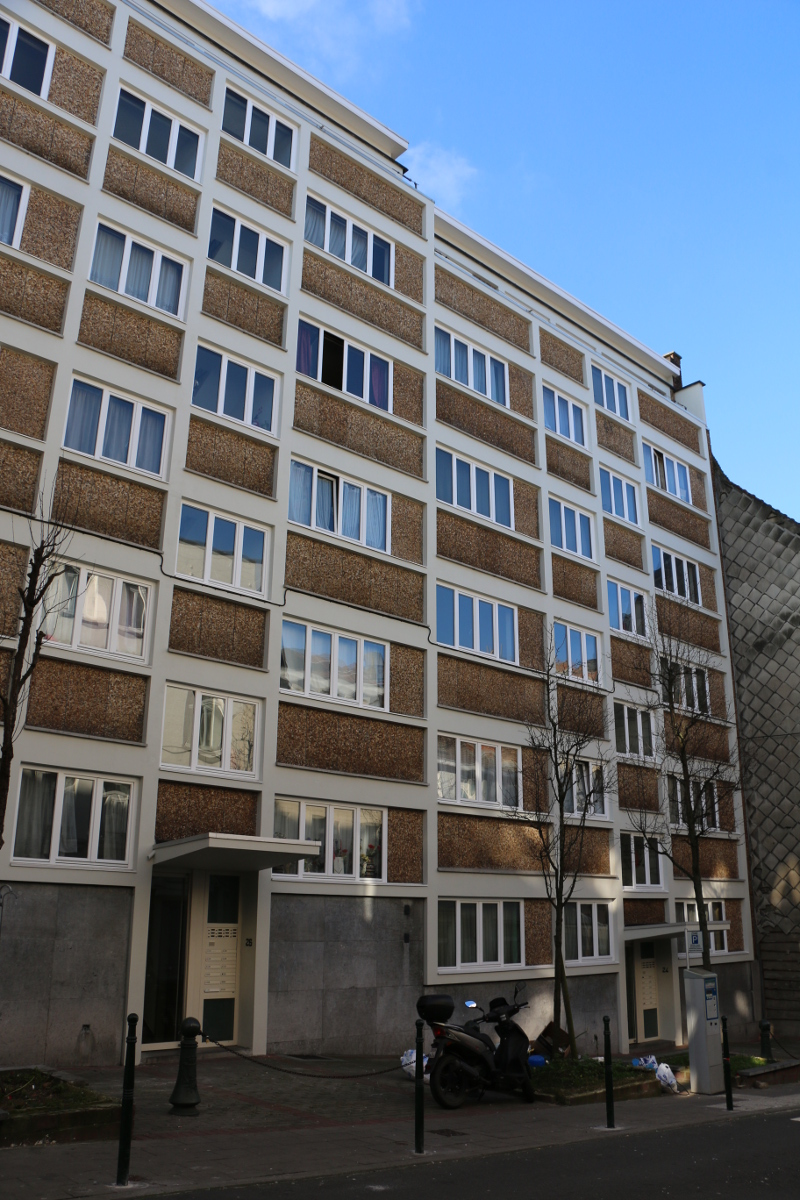
Façade des numéros 24-26 rue Godefroid de Bouillon
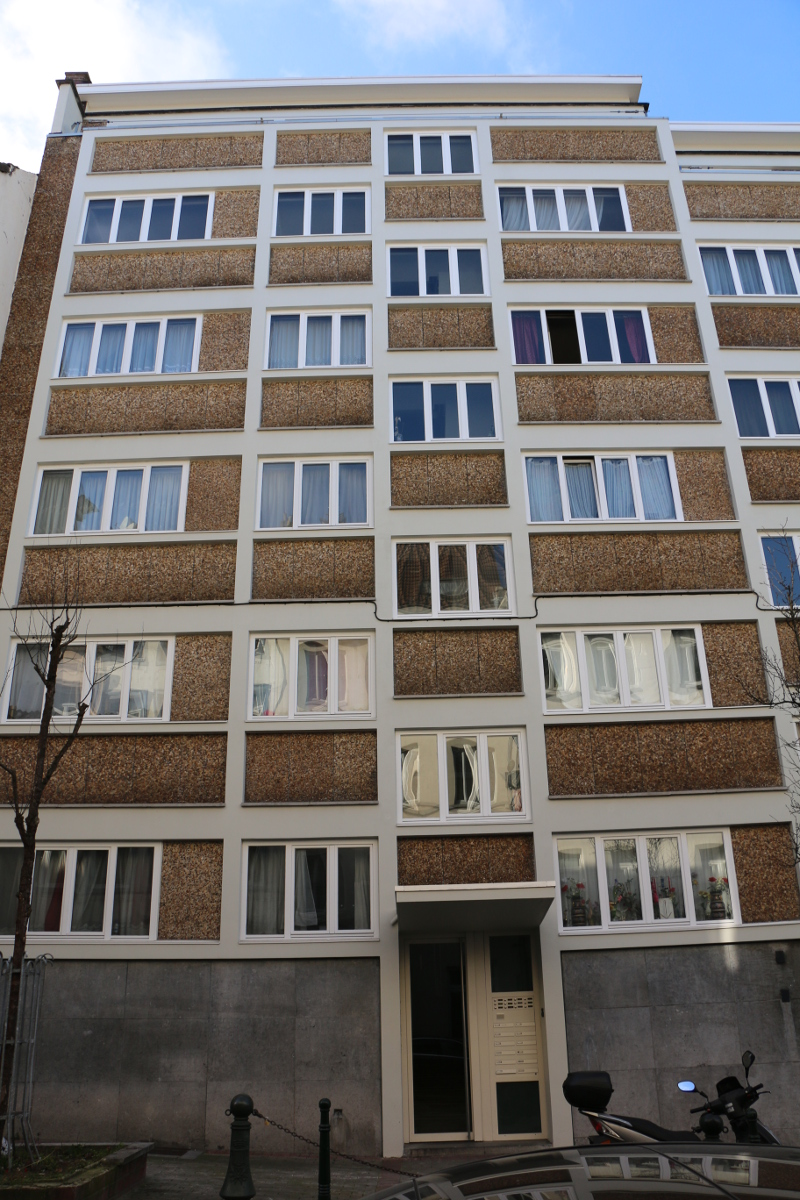
Détail de la façade avec son parement de dalles de silex lavé
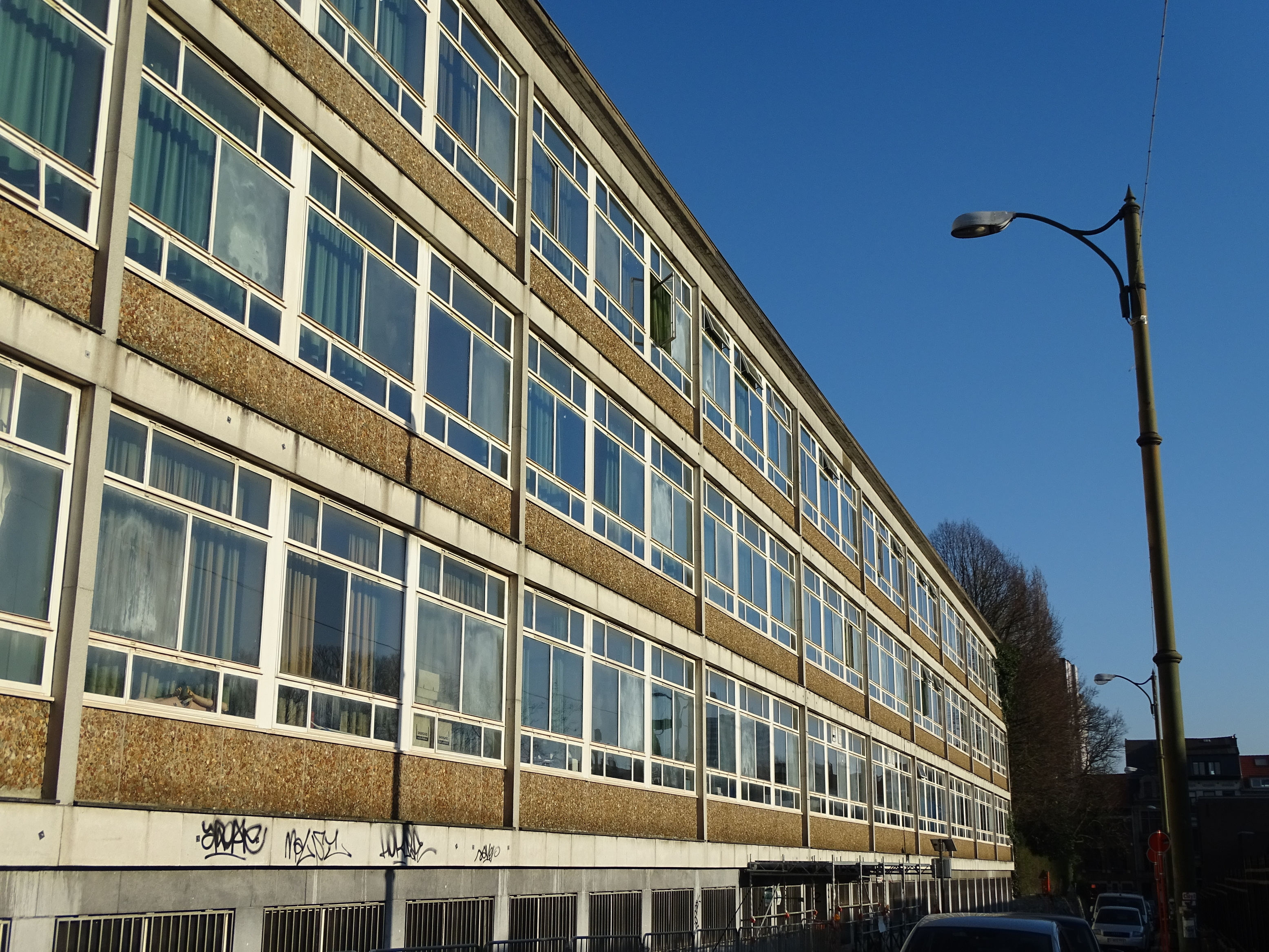
Façade principale de l'athénée d'Ixelles

L'architecte se tournera par la suite vers l'emploi de béton architectonique en façade dans les années 1960 et 1970, constituant certaines de ses réalisations les plus connues et étudiées comme le bâtiment Marais de la CGER (1969-1974) ou encore le siège de la CBR (1967-1970) en collaboration avec Constantin Brodzki .

### Ouvrages
- Van Loo, Anne (dir), Dictionnaire de l'architecture en Belgique de 1830 à nos jours, Anvers : Fonds Mercator, 2003.

### Périodiques
- Immeuble à appartements à Bruxelles, dans La Maison, vol. 11, n. 5, 1955, p. 136-137.
- Immeuble à appartements à Bruxelles, dans La Maison, vol. 11, n. 4., 1955.

### Sites
- site IRIS MONUMENT, Inventaire du patrimoine architectural, LAMBRICHS Marcel (architecte), sur http://www.irismonument.be/index.php?search_cities=&s_street=&search_street=Toutes+les+voiries&search_number=Tous+les+num%E9ros&search_typo=&search_style=&s_architect=1170&search_architect=LAMBRICHS%2C+Marcel+%28architecte%29&search_from=ann%E9e&search_to=ann%E9e&section=search&results=y&Submit=Rechercher, consulté le 19 mars 2019.
- site Matériaux de construction d’après guerre, Marcel Lambrichs, sur http://materiauxdeconstructiondapresguerre.be/?s=Marcel+Lambrichs, consulté le 19 mars 2019.
- site du bureau a2m, projet Linné-Plantes, sur http://www.a2m.be/linne-plantes/, consulté le 20 avril 2019.

### Fonds d’archives
- Bibliothèque des Archives d’Architecture Moderne (AAM), adresse : CIVA, 55 rue de l’Ermitage, 1050 Bruxelles, 1er étage.
- Archives de la Commune de Molenbeek-Saint-Jean, service d'urbanisme
- Archives de la Commune d'Ixelles, service d'urbanisme